# Església de Santa Maria (Viana)
L'església de Santa Maria és un edifici construït entre els segles xiii i XIV a la població de Viana (Navarra, Espanya). La bona situació econòmica de la vila es va traduir en les contínues reformes que es van realitzar en el temple, així com en l'encàrrec de nombrosos objectes artístics, encara atresorats en el seu interior.
La portada meridional, lloc d'enterrament de Cèsar Borja, és tot un malbaratament d'ornamentació característica del manierisme i concentra el màxim interès del temple en la seva aparença externa.
Es tracta d'una església gòtica de tres naus de quatre trams, amb capelles entre contraforts, trifori i capçalera poligonal, coberta per voltes de creueria. Als peus es troba una portada del segle xiv, de tres arquivoltes, presidida per la Verge amb el nen, que són adorats per dos àngels.
Al llarg del segle xvi es va aixecar la torre i es va executar, en el costat de l'Epístola, una gran portada, contractada en 1549 per Juan de Goyaz. Presenta un complex programa iconogràfic presidit per la Mare de Déu, al costat d'altres escenes de la vida de Crist, dels Pares de l'Església, dels Evangelistes.
Als segles xvii i xviii es va afegir la girola i es construeixen la sala capitular, la sagristia i la capella de Sant Joan del Ram. Aquesta última la va decorar, entre 1784 i 1787, l'important pintor Luis Paret y Alcázar. La decoració al tremp de la cúpula i petxines de la capella, amb escenes de la vida de Sant Joan Baptista, així com els quadres de l'Anunci de l'Àngel a Zacaries (1786) i La Visitació (1787), és la major empresa pictòrica que Paret va executar. En totes aquestes pintures, que conformen l'últim gran conjunt decoratiu del rococó pictòric espanyol, Paret aconseguirà el cim del seu art.